# Sagmatocythere multiflora
Sagmatocythere multiflora är en kräftdjursart som först beskrevs av Norman 1866.  Sagmatocythere multiflora ingår i släktet Sagmatocythere, och familjen Loxoconchidae. Arten är reproducerande i Sverige.